# 島江王
島江王（しまえおう、生没年不詳）は、平安時代初期から前期にかけての皇族。系譜は明らかでないが、光仁天皇の後裔で高橋王の子か。官位は正五位下・大舎人頭。

## 経歴
承和2年（835年）無位から従五位下に叙爵。従五位下へ直叙されていることから、三世王と想定される。仁明朝では大監物などを務め、承和15年（848年）には従五位上に叙せられている。
文徳朝前半は侍従を務める一方で、しばしば各種遣使も務めた。
- 嘉祥3年（850年）3月に仁明天皇崩御後の初七日に近陵の七寺に遣使が行われた際、刑部大輔・藤原行道とともに宝皇寺へ派遣[1]。
- 嘉祥3年（850年）5月に斎宮・久子内親王が退下するのを迎えるために、左少弁・文室助雄らとともに伊勢大神宮へ派遣[2]。
- 嘉祥3年（850年）9月に賀表を告げるために、伊勢大神宮へ派遣[3]。
- 仁寿3年（853年）4月に疫病（疱瘡）流行の収束を請うために、神祇大副・中臣逸志とともに伊勢大神宮へ派遣[4]。
- 仁寿3年（853年）4月に疫病流行により多数の死者が出たことから賀茂祭を中止したため、事情を告げるために賀茂神社へ派遣[5]。

のち、文徳朝では諸陵頭・大膳大夫を歴任する。
清和朝に入ると大舎人頭に転任する一方、以下遣使を務めた。また、天安2年（860年）正五位下に至っている。
- 天安2年（858年）11月に清和天皇即位に伴って、深草山陵へ派遣[6]。
- 貞観2年（860年）9月に定例の奉幣のため、伊勢大神宮に派遣[7]。

## 官歴
『六国史』による。
- 承和2年（835年） 正月7日：従五位下（直叙）
- 承和8年（841年） 2月6日：大監物
- 承和15年（848年） 正月7日：従五位上
- 嘉祥3年（850年） 3月27日：見侍従
- 仁寿4年（854年） 2月16日：諸陵頭
- 斉衡2年（855年） 2月15日：大膳大夫
- 天安2年（858年） 11月5日：見大舎人頭
- 貞観2年（860年） 11月16日：正五位下